# Алтайски езици
Алтайските езици включват няколко езикови групи, родствената връзка между които е спорна:
- тюркски езици: турски, татарски, узбекски и други езици.
- монголски езици: монголски, бурятски и други езици.
- тунгусо-манджурски езици: евенкски, манджурски и други езици.

Понякога към алтайските езици се причисляват корейският и японските езици, по-рядко айну.